# Lyndon-Hochschild-Serre-Spektralsequenz
In der Mathematik, genauer in der Gruppenkohomologie, in der homologischen Algebra und in der Zahlentheorie, ist die Lyndon-Spektralsequenz oder Hochschild-Serre-Spektralsequenz eine Spektralsequenz zur Berechnung der Kohomologie einer Gruppe mithilfe der Kohomologie einer normalen Untergruppe und der zugehörigen Quotientengruppe.
Die Spektralsequenz ist eine Anwendung der Grothendieck-Spektralsequenz und wurde benannt nach Roger Lyndon, Gerhard Hochschild und Jean-Pierre Serre.

## Aussage
Es sei {\displaystyle G} eine Gruppe, {\displaystyle N} eine normale Untergruppe, und es sei A ein {\displaystyle G}-Modul. Dann gibt es eine kohomologische Spektralsequenz
{\displaystyle E_{2}=H^{p}(G/N,H^{q}(N,A))\Longrightarrow H^{p+q}(G,A)}
und eine homologische Spektralsequenz
{\displaystyle E^{2}=H_{p}(G/N,H_{q}(N,A))\Longrightarrow H_{p+q}(G,A)},
wobei die Pfeile "{\displaystyle \Longrightarrow }" Konvergenz von Spektralsequenzen meinen.

### Fünfterm exakte Sequenz
Die zugehörige Fünfterm exakte Sequenz lautet
{\displaystyle 0\to H^{1}(G/N,A^{N})\to H^{1}(G,A)\to H^{1}(N,A)^{G/N}\to H^{2}(G/N,A^{N})\to H^{2}(G,A).}

## Beispiel
Sei {\displaystyle G} die Heisenberg-Gruppe mit Einträgen aus ganzen Zahlen, d. h.
{\displaystyle G=\left\{\left({\begin{array}{ccc}1&a&b\\0&1&c\\0&0&1\end{array}}\right):\ a,b,c\in \mathbb {Z} \right\}}.
Dann ist {\displaystyle G} eine zentrale Erweiterung {\displaystyle 0\to \mathbb {Z} \to G\to \mathbb {Z} \oplus \mathbb {Z} \to 0} der Gruppe {\displaystyle \mathbb {Z} \oplus \mathbb {Z} }, mit Zentrum {\displaystyle \mathbb {Z} } zugehörig zur Untergruppe mit a=c=0. Mithilfe der Spektralsequenz kann die Homologie berechnet werden:
{\displaystyle H_{i}(G,\mathbb {Z} )=\left\{{\begin{array}{cc}\mathbb {Z} &i=0,3\\\mathbb {Z} \oplus \mathbb {Z} &i=1,2\\0&i>3.\end{array}}\right.}